# Paralimnichus castaneus
Paralimnichus castaneus är en skalbaggsart som först beskrevs av Lea 1920.  Paralimnichus castaneus ingår i släktet Paralimnichus och familjen lerstrandbaggar. Inga underarter finns listade i Catalogue of Life.